# Le bianche scogliere di Dover
Le bianche scogliere di Dover (The White Cliffs of Dover) è un film del 1944, diretto dal regista Clarence Brown tratto dal poema The White Cliffs scritto da Alice Duer Miller.

## Trama
Il film è ambientato nel 1915 e narra la storia di una ragazza statunitense, Susan Dunn, che durante un viaggio in Inghilterra conosce e sposa il baronetto John Ashwood.
John sarà chiamato alle armi per la prima guerra mondiale e morirà al fronte; Susan decide comunque di non far ritorno in patria, come vorrebbe il padre, ma rimane in Inghilterra per prendersi cura del figlio John, erede della casata, per aiutarlo nelle sue future responsabilità.